# Charles A. Busiel
Charles Albert Busiel, född 24 november 1842 i Meredith i New Hampshire, död 29 augusti 1901 i Laconia i New Hampshire, var en amerikansk politiker (republikan). Han var New Hampshires guvernör 1895–1897.
Busiel efterträdde 1895 John Butler Smith som guvernör och efterträddes 1897 av George A. Ramsdell.